# Notocymatodera dimidiata
Notocymatodera dimidiata là một loài bọ cánh cứng trong họ Cleridae. Loài này được Germain miêu tả khoa học năm 1855.